# Charlotte Blindheim
Pour les articles homonymes, voir Blindheim.
Charlotte Blindheim, née le 6 juillet 1917 et morte le 5 mars 2005, est une archéologue norvégienne connue pour ses fouilles sur le site de Kaupang. Elle est la première membre féminine du personnel scientifique de l'Université d'Oslo à occuper en permanence son emploi en tant que conservatrice du musée en 1946.

## Biographie
Charlotte Blindheim est née le 6 juillet 1917. Elle achève une maîtrise en archéologie en 1946, en rédigeant sa thèse sur le costume Viking et les bijoux. Elle est embauchée en tant que conservatrice à l'Université d'Oslo en 1946, en tant que première employée féminine à être membre permanente de l'équipe scientifique du musée. En 1950, elle entreprend des fouilles au cimetière de Kaupang et continue à fouiller et à publier sur le site tout au long de sa vie. En 1968, elle devient conservatrice à Vestfold, un poste qu'elle conserve jusqu'à sa retraite en 1987.

## Famille
Charlotte Blindheim est la petite-fille d'un autre archéologue norvégien, Ingvald Undset (no), et la nièce de Sigrid Undset, qui a obtenu le prix Nobel de littérature en 1928.

## Publications sélectionnées
- Blindheim, C., Heyerdahl-Larsen, B., and Tollnes, R. L. 1959. Archaeological investigations along rivers and lakes. Gyrinosvatn, Hallingdal and Tokke-Vinje waterway, Telemark (Norwegian oldfunn 11). Oslo: University of Oslo, Museum of Cultural History.
- Blindheim, C. and Heyerdahl-Larsen, B. 1993. The Scandinavian Relief Brooches of the Migration Period. An Attempt at a new Classification. With a contribution by Torstein Sjøvold (Norwegian oldfunn 16). Oslo: University of Oslo, Museum of Cultural History.
- Blindheim, C., Heyerdahl-Larsen, B., and Ingstaf, A. S. 1998. Kaupang findings. Bind IIIA. Surveys in areas inhabited from 1956 to 1974. Houses and structures(Norwegian oldfunn 19). Oslo: University of Oslo, Museum of Cultural History.